# Kifah Al-Mutawa
Kifah Al-Mutawa (født 28. oktober 1962) er en kuwaitisk fægter som deltog i de olympiske lege 1980  og 1984.